# Dicladocerus epinotiae
Dicladocerus epinotiae är en stekelart som beskrevs av Yoshimoto 1976. Dicladocerus epinotiae ingår i släktet Dicladocerus och familjen finglanssteklar. Inga underarter finns listade i Catalogue of Life.